# Jacques Lob
Jacques Lob, född 19 augusti 1932, död 24 maj 1990, var en fransk serieskapare.
Lob inledde sin karriär i seriebranschen 1950 som tecknare för bland annat tidningen Pilote. Tidigt övertygades han av Jean-Michel Charlier att gå över till manusförfattande. År 1972 utkom Superdupont i tidningen Pilote, en serie som Lob skapade tillsammans med Marcel Gotlib. Superdupont är en parodi på amerikanska superhjältar med en franskpatriotisk huvudfigur.
Den postapokalyptiska science fiction-serien Le Transperceneige skriven av Lob och tecknad av Jean-Marc Rochette utgavs i tidningen À Suivre 1982. En dystopisk berättelse om klasskrig ombord på ett sträckkörande tåg. Le Transperceneige filmatiserades av sydkoeranska Bong Joon-ho i den engelskspråkiga Snowpiercer från 2013. Något som ledde till att förlagan uppmärksammandes internationellt, år 2014 gavs en engelsk översättning ut av brittiska Titan Books. Inga av Lobs seriealbum har översatts till svenska.